# رهبر زن (فیلم ۲۰۲۱)
رهبر زن (به هندی: Thalaivii) فیلمی محصول سال ۲۰۲۱ و به کارگردانی ای.ال. ویجی است. در این فیلم بازیگرانی همچون کانگانا رانوت، آناویند ساومی، نثار، بهاگیاشره، ساموتیراکانی، مادهو، تامبی رامایاش، رجینا کاساندرا و ویدیا پرادیپ ایفای نقش کرده‌اند.
این فیلم زندگی‌نامه‌ای بر اساس زندگی جئی‌لالیتا ساخته شده‌است.